# Spinovelleda
Spinovelleda is een kevergeslacht uit de familie van de boktorren (Cerambycidae). De wetenschappelijke naam van het geslacht werd voor het eerst geldig gepubliceerd in 1942 door Breuning.

## Soorten
Spinovelleda omvat de volgende soorten:
- Spinovelleda basilewskyi Breuning, 1960
- Spinovelleda excavata Breuning, 1942